# Kocsola
Kocsola (vyslovováno [kočola], německy Kotscholau) je velká vesnice v Maďarsku v župě Tolna, spadající pod okres Dombóvár. Nachází se asi 13 km severovýchodně od Dombóváru. V roce 2015 zde žilo 1 287 obyvatel. Dle údajů z roku 2011 tvoří 89,3 % obyvatelstva Maďaři, 18,4 % Romové, 7,2 % Němci a 0,3 % Rumuni.
Sousedními vesnicemi jsou Dalmand, Döbrököz, Nagykónyi a Szakcs, sousedním městem Dombóvár.